# Ем Ай Ей
Матанги „Мая“ Арулпрагасам (на английски: Mathangi 'Maya' Arulpragasam) е шриланско–британска певица, текстописец, композитор, музикален продуцент и визуалист с тамилски произход. В музикалната сфера е позната под псевдонима M.I.A. (ем-ай-ей). Музиката ѝ представлява смесица от грайм, хип-хоп, рага, денсхол, електро и байле фънк. През 2005 г. албумът ѝ „Arualar“ е номиниран за награда „Мъркюри“. През 2007 вторият ѝ албум „Kala“ е обявен от списание „Mixmag“ за албум на месец септември.

## Биография
Матанги „Мая“ Арулпрагасам е родена на 18 юли 1975 г. в Хаунслоу, Лондон. Тя е дъщеря на тамилския военен активист Арул Прагасам. Когато е едва на 6 месеца, семейството ѝ се връща обратно в родната Шри Ланка. Мотивиран от желанието си да подкрепи групировката на Тамилските тигри, баща ѝ става един от основателите на Студентската еелам революционна организация, тамилска военна група, а той самият става по-известен под името Арулар. Съкращението M.I.A. може да означава и Missing in Acton (квартал в Лондон) или Missing In Action.
Докато живее в Шри Ланка, Мая живее с баба си и дядо си. След около година, със засилване на дейността на баща ѝ във военните действия, Мая, по-голямата ѝ сестра Кали и майка ѝ се местят в Джафна – град, намиращ се в северния край на острова, където се ражда и по-малкият ѝ брат Сугу. Контактите с баща ѝ са ограничени, защото както самата тя разказва, той се е укривал от шриланкската армия. Впоследствие насилието, породено от гражданската война, ескалира дотам, че семейството се чувства несигурно в Шри Ланка и са принудени да се изселят в Мадрас, Индия. Те се местят в изоставена къща, бивайки посещавани от време на време от Арулар. Въпреки това, финансовите затруднения, болестите и недостигът на вода и храна карат семейството да се върне обратно в Шри Ланка, където отново се установяват в Джафна.
Когато се завръщат, етническият конфликт в Шри Ланка е достигнал върха си и семейството отново се опитва да напусне страната. След няколко безуспешни опита да напуснат, майката на Мая успява заедно с трите си деца да избяга, пристигайки първо в Индия, а след това премествайки се в родното място на Матанги в Лондон, където са подслонени като бежанци. Към края на 80-те, настанени в едно общинско жилище в Мичам, Южен Лондон, тогава 11-годишната Мая започва да учи английски език. Тук тя е изложена на прякото влияние на западните радиа, чувайки ги от другите апартаменти в кооперацията. Скоро развива афинитет към хип-хоп музиката и рапа. Public Enemy, Big Daddy Kane, Roxanne Shante и N.W.A. се превръщат в най-първите ѝ музикални предпочитания, които ще повлияят на музиката, която ще прави след време.
Арулпрагасам посещава лондонския Колеж по дизайн и изкуства „Сейнт Мартин“, където учи изящни изкуства, филмово и видео изкуства.

## Изкуство и кино
Първата изложба на картини на Арулпрагасам е през 2001, в Euphoria Shop в Портобело, Лондон, включвайки множество разноцветни картини на Тамилското освободително движение, рисувани със спрейове или цветни шаблони. Графити на тигри и палми, смесени с оранжеви, зелени и розови камуфлажни дрехи, бомби, оръжия и бойци, които са изрисувани с темперни бои, са нанесени върху общи платна. Изложбата е номинирана за алтернативната награда Търнър, а колекцията е включена в самостоятелна монография, озаглавена просто M.I.A. Джъд Лоу е патрон на изобразителното творчество на Матанги.
На гърба на монографията е написано:
From a long-forgotten region of endemic conflict comes a project to challenge your ethical core. The art of warfare is sprawled across these pages transforming bloodshed into beauty and raising the phoenix of forbidden expression – The real war is in us. (От един отдавна забравен район на ендемичен конфликт идва проект, който ще изпита вашето етническо ядро. Военното изкуство е пропълзяло из всички страници, за да превърне проливането на кръв в красота и възраждането на феникса на забраненото изразяване – Истинската война е в нас самите.)
Докато учи във филмовото училище, Мая цитира радикалното кино като едно от основните ѝ кинематографски вдъхновения. След като написва собствен сценарий, с нея се свързва Джон Сингълтън, за да работят заедно върху филм в Лос Анджелис. Освен това Арулпрагасам се интересува активно и от мода и текстил (майка ѝ е шивачка), създавайки собствени дрехи, които носи след това.

## Музикална кариера
Проект, зададен от Джъстин Фришман от Elastica на Арулпрагасам да създаде обложката и вътрешната книжка към втория албум на група The Menace, я подтиква да тръгне с тях на турнето им в 40 американски щата, документирайки концертите, а след това режисирайки и клипа към сингъла Mad Dog. Подгряващата на турнето електроклаш изпълнителка Peaches се запознава с Мая и ѝ показва как да борави с техника за електронна музика, като я окуражава да експериментира така, както сметне за добре, докато не стане сигурна в звука си. Връщайки се обратно в Лондон, Арулпрагасам и Фришман се сдобиват с нужната техника, работейки с всичко под ръка, и започват да работят, записвайки 6 песни, които впоследствие ще събудят немалко интерес. Демо касетата, която записват, включва най-първата ѝ собствена песен M.I.A, втората ѝ песен Galang и Lady Killer. Касетата стига до Стийв Макий и Рос Ортън, които преработват Galang.
Това, което се получава, е смесица от денсхол, електро, грайм и етно музика, като Showbiz Records издават 500 копия на независимия винил сингъл Galang през 2003, а много скоро песента се оказва изключително популярна сред DJ-ите. През 2004 година, с помощта на програмите за споделяне на музика и нарастващата популярност на песента в интернет, Мая се превръща в значимо име за много слушатели, без дори някога да е имала публична изява. Големи звукозаписни компании забелязват забележителния успех на Galang, като в крайна сметка M.I.A. сключва договор с единствения лейбъл, който ѝ предлага пълна музикална независимост, Екс Ел Рекордингс, който издава Dizzee Rascal, Basement Jaxx и The White Stripes.
Скоро Galang е преиздаден. В съпътстващото го видео се появява мултиплицираният образ на M.I.A., между собствените ѝ графити творения, на които този път им е вдъхнат живот. Клипът е режисиран от Рубен Флайшър, а Мая се занимава с арт оформлението му. Урбанистични сцени от Великобритания и кадри от войната в Шри Ланка са също включени. За следващия си сингъл Sunshowers Арулпрагасам отново работи с Рубен Флайшър и Стийв Макий. Заедно преработват припева на песента със същото име на Dr. Buzzard's Original Savannah Band, като този път става въпрос за бунтовници. За сингъла е заснет и видеоклип в джунглите на Южна Индия, този път режисиран от Раджеш Тъчривър.

### Piracy mixtape 1
Арулпрагасам се запознава с Дипло в лондонския клуб „Fabric“, като когато влиза в клуба върви нейната песен „Galang“. След запознаването си Мая заминава за Филаделфия, САЩ, за да работят върху песни за албума ѝ. Заедно ремиксират, семплират и миксират акапелите от албума „Arular“ с изпълненията на известни музиканти, използвайки създадения материал при записването на касетата с миксове „Piracy Funds Terrorism“.
В началото този микс албум е раздаван единствено на медиите и предлаган единствено на концертни изяви, но поради изключителната му ъндърграунд популярност Turntable.com започва да предлага албума на своя сайт от декември 2004. Касетата се оказва изключително важна за нарастването на популярността на музиката на Мая в световен мащаб.
Дипло е и продуцент на песента Bucky Done Gun, миксирайки популярния звук на байле фънка от Рио де Жанейро със семпъл от тематичната песен към филма „Rocky“.

### Arular
Дебютният албум на Матанги „Arular“ излиза в цял свят през март 2005 и веднага събира позитивни отзиви. Името на албума е в чест на миналото на бащата на Арулпрагасам, а тематично той засяга от идентичността и бедността до революцията и войната, комбинация, впечатляваща критиците, които го обявяват за оригинален и естетически издържан. Копродуциран и изцяло написан от M.I.A., „Arular“ представлява смесица от множество стилове с различно звучене. Мая също така лично се занимава с арт оформлението на обложката и вътрешността на албума, където могат да се прочетат и текстовете, изпети на тамилски, испански и ямайски акцент.
Въпреки своето мултикултурно звучене, което навежда на мисълта, че Матанги е пътувала изключително много, за да се запознае отблизо с различните култури, от които е повлияна, албумът е почти изцяло записан в една спалня в Лондон. Със спортни дрехи и качулки, ушити специално от африкански и цейлонски платове, или с диви индийски танци към рага бийтовете, Арулпрагасам доказва, че от смесването на култури има полза. За копродуцентите Стийв Макий и Ричард Екс този албум представлява изследване на непознати за тях области на музиката като денсхол и тамилски детски песни. След издаването на албума Мая има множество концертни изяви, най-популярните сред които фестивалите в Коачела, Гластънбъри, Рийдинг, Сентръл Парк и други. Има общи изяви и с „LCD Soundsystem“. Гост вокал е и в албума на Миси Елиът „The Cookbook“ от 2005, появявайки се в песента „Bad Man“.

### Kala
В началото на 2006 M.I.A. се връща в звукозаписното студио, за да започне работа по втория си албум „Kala“. Албумът е записан, докато Матанги пътува, посещавайки Индия, Тринидад и Тобаго, Ямайка, Австралия, Япония и САЩ. Сред продуцентите са M.I.A., Суич, Морганикс, Дипло, Блекстар и Тимбаленд. Мая описва албума с думите: форми, цветове, Африка, улица, сила, кучка, нов свят и смел. Матанги работи по две песни и с Three 6 Mafia, но нито една от тях не е включена.
Песните „XR2“ и „20 Dollar“ (кръстени от феновете под общото име „Talk About Moi“) са първите от албума, представени на широката публика, след като са качени в MySpace профила на Мая. През това време Матанги е в Либерия, за да се срещне с хора, засегнати от гражданската война там, най-вече деца-войници. Заедно с активистката Кими Уийкс заснема документален филм за положението в страната след края на войната.
„Bird Flu“, продуцирана от М.I.A., се появява в нейния MySpace профил на 5 февруари 2007. Въпреки че фактически тази песен не е сингъл, за нея се заснема видео, което може да се гледа както на официалния сайт, така и на личната страница на M.I.A. в YouTube. Скоро става ясно, че Матанги има съвместна песен с Тимбаленд, която ще бъде включена в нейния албум, а в този на Тимбаленд ще бъде бонус за изданията на „Timbaland Presents Shock Value“ във Великобритания и Япония.
На 24 април 2007 по BBC Radio 1 е представен първият сингъл от втория студиен албум на M.I.A. Песента „Boyz“ съдържа бийтове, произведени от храмови барабани и е продуцирана от Арулпрагасам и Суич. Мая обявява, че към песента има и видеоклип, заснет в Ямайка, като също така потвърждава, че името на албума е Kala, а не „Power Power“ или „Jimmy“, както се е смятало от много от феновете.
Вторият сингъл от албума Jimmy е официално издаден през август месец и е кавър на песента Jimmy Jimmy Aaja от индийския филм от 1982 Disco Dancer.
Албумът „Kala“ е кръстен на майката на Матанги, така както „Arular“ е на името на баща ѝ.

## Дискография

### Албуми
Arular (2005)
1. „Banana Skit“ (M. Arulpragasam) – 0:36
2. „Pull Up the People“ (M. Arulpragasam, Brucker, Byrne) – 3:45
3. „Bucky Done Gun“ (M. Arulpragasam, Conners, Conti, Pentz, Robbins) – 3:47
4. „Sunshowers“ (M. Arulpragasam, Browder Jr., Darnell, Mackey, Orton) – 3:15
5. „Fire Fire“ (M. Arulpragasam, Whiting) – 3:28
6. „Dash The Curry Skit“ (M. Arulpragasam) – 0:40
7. „Amazon“ (M. Arulpragasam, Richard X) – 4:16
8. „Bingo“ (M. Arulpragasam, Whiting) – 3:12
9. „Hombre“ (M. Arulpragasam, Wilson) – 4:02
10. „One for the Head Skit“ (M. Arulpragasam) – 0:29
11. „10 Dollar“ (M. Arulpragasam, Richard X) – 4:01
12. „U.R.A.Q.T“ (M. Arulpragasam, Quincy Jones) – 3:26
13. „Galang“ (M. Arulpragasam, Frischmann, Mackey, Orton) – 3:35
14. „M.I.A.“ (M. Arulpragasam, Frischmann, S. Arulpragasam) – 3:27

Kala (2007)
1. „Bamboo Banga“ – 4:58
2. „Bird Flu“ – 3:24
3. „Boyz“ – 3:27
4. „Jimmy“ – 3:29
5. Hussel (с участието на Afrikan Boy) – 4:25
6. Mango Pickle Down River (с участието на The Wilcannia Mob) – 3:53
7. 20 Dollar – 4:34
8. World Town – 3:53
9. The Turn – 3:52
10. XR2 – 4:20
11. Paper Planes – 3:24
12. Come Around (с Timbaland) – 3:53

Maya (2010)
1. „The Message“ − 0:57
2. „Steppin Up“ − 4:01
3. „XXXO“ − 2:54
4. „Teqkilla“ − 6:20
5. „Lovalot“ − 2:50
6. „Story to Be Told“ − 3:32
7. „It Takes a Muscle“ − 3:00
8. „It Iz What It Iz“ − 3:29
9. „Born Free“ − 4:07
10. „Meds and Feds“ − 3:09
11. „Tell Me Why“ − 4:11
12. „Space“ − 3:08

Deluxe edition
1. „Internet Connection“ − 2:49
2. „Illygirl“ − 2:12
3. „Believer“ − 3:11
4. „Caps Lock“ − 3:58

Matangi (2013)
1. „Karmageddon“ − 1:34
2. „MATANGI“ − 5:12
3. „Only 1 U“ − 3:12
4. „Warriors“ − 3:41
5. „Come Walk with Me“ − 4:43
6. „aTENTion“ − 3:40
7. „Exodus“ (featuring The Weeknd) − 5:08
8. „Bad Girls“ − 3:47
9. „Boom Skit“ − 1:15
10. „Double Bubble Trouble“ − 2:59
11. „Y.A.L.A.“ − 4:23
12. „Bring the Noize“ − 4:35
13. „Lights“ − 4:35
14. „Know It Ain't Right“ − 3:42
15. „Sexodus“ (featuring The Weeknd) − 4:50

### Сингли
| Година | Заглавие                                                                                  | Позиция в класация | Позиция в класация | Позиция в класация      | Позиция в класация    | Позиция в класация | Позиция в класация | Позиция в класация | Позиция в класация | Албум                             |
| Година | Заглавие                                                                                  | UK Singles Chart   | Billboard Hot 100  | Hot Dance Singles Sales | Hot R&B/Hip-Hop Songs | (FL)               | [ 10 ]             |                    |                    | Албум                             |
| ------ | ----------------------------------------------------------------------------------------- | ------------------ | ------------------ | ----------------------- | --------------------- | ------------------ | ------------------ | ------------------ | ------------------ | --------------------------------- |
| 2003   | „Galang“                                                                                  | —                  | —                  | —                       | —                     | —                  | —                  | —                  | —                  | Arular                            |
| 2004   | „Sunshowers“                                                                              | 93                 | —                  | —                       | —                     | —                  | —                  | —                  | —                  | Arular                            |
| 2004   | „Galang“                                                                                  | 77                 | —                  | —                       | —                     | —                  | —                  | —                  | —                  | Arular                            |
| 2005   | „Bucky Done Gun“                                                                          | 88                 | —                  | —                       | —                     | —                  | —                  | —                  | —                  | Arular                            |
| 2005   | „Galang '05“                                                                              | 77                 | —                  | 11                      | —                     | —                  | —                  | —                  | —                  | Arular                            |
| 2005   | „Nookie“ (Jamesy P featuring Jabba and M.I.A.)                                            | 14                 | —                  | —                       | 54                    | —                  | —                  | —                  | —                  | не фигурира в албум               |
| 2007   | „Boyz“                                                                                    | —                  | —                  | 3                       | —                     | —                  | —                  | —                  | —                  | Kala                              |
| 2007   | Jimmy                                                                                     | 66                 | —                  | —                       | —                     | —                  | —                  | —                  | —                  | Kala                              |
| 2007   | Sound of Kuduro (Buraka Som Sistema featuring M.I.A., DJ Znobia, Saborosa and Puto Prata) | —                  | —                  | —                       | —                     | —                  | —                  | —                  | —                  | Black Diamond/ Kala               |
| 2008   | Paper Planes                                                                              | 19                 | 4                  | 1                       | 36                    | 18                 | 7                  | 18                 | 57                 | Kala                              |
| 2009   | O... Saya (M.I.A. & A. R. Rahman)                                                         | —                  | 93                 | —                       | —                     | —                  | 68                 | —                  | —                  | Саундтрак към „Беднякът милионер“ |

### Видео клипове
- „Galang“ YouTube
- „Sunshowers“ You Tube
- „Bucky Done Gun“ You Tube
- „Galang“ '05“ You Tube
- „Bird Flu“ YouTube
- „Boyz“ YouTube
- „Jimmy“ YouTube
- „Bad Girls“ YouTube

### Гост участия
- Бьорк – M.I.A. е подгряваща на концерта на Arena de Nimes, 21/08/2007, част от Volta турнето
- Cornershop – "Topknot [Cavemen's Mix]" featuring Bubbley Kaur & M.I.A.
- Ciara – за албума „Goodies“ single, 2005 – "Goodies [Richard X's Remix]" featuring M.I.A.
- Missy Elliott – за албума „The Cookbook“, 2005 – „Bad Man“ [featuring Vybz Kartel & M.I.A.]
- Jamesy P – "Nookie [Featuring M.I.A.]", "Nookie [M.I.A. & Jabba Remix]"
- Nump – "I Gott Grapes [M.I.A.'s Remix]"
- Amanda Blank – „Take It Easy“ with M.I.A.
- Timbaland – за албума „Timbaland Presents Shock Value“ (бонус трак) – „Come Around“ featuring M.I.A.
- Rockstar – Fire Fire е включена в Midnight Club 3 DUB Edition за PS2